# Алдо Грациати
Алдо Грациати (на италиански: Aldo Graziati) е италиански кинооператор. 

## Биография
През 1923 г. се установява във Франция, където действа като хореограф, фотограф в театъра и кино-оператор. Работил е с Жан Кокто, Жан Деланоа, Марсел Л'Ербие, Кристиан-Жак. По време на германската окупация той се премества в Ница, където се среща с Микеланджело Антониони, който го убеждава да се върне в родината си. През 1946 г. е въведен от Лукино Висконти с когото по-късно работи.
Той загива в автомобилна катастрофа по магистралата между Падуа и Венеция по време на снимките на филма „Чувство“ на Висконти.

## Избрана филмография
| година | филм                          | оригинално заглавие            | режисьор        |
| ------ | ----------------------------- | ------------------------------ | --------------- |
| 1947   | Последните дни на Помпей      | Les derniers jours de Pompei   | Марсел Л'Ербие  |
| 1948   | Пармският манастир            | La Chartreuse de Parme         | Кристиан-Жак    |
| 1948   | Земята трепери                | La Terra Trema                 | Лукино Висконти |
| 1949   | Небе над блатото              | Cielo sulla palude             | Аугусто Дженина |
| 1950   | Утре е твърде късно           | Domani è troppo tardi          | Леонид Могуй    |
| 1951   | Утре е друг ден               | Domani è un altro giorno       | Леонид Могуй    |
| 1951   | Чудото в Милано               | Miracolo a Milano              | Виторио Де Сика |
| 1951   | Умберто Д.                    | Umberto D.                     | Виторио Де Сика |
| 1951   | Отело                         | Othello                        | Орсън Уелс      |
| 1953   | Гара Термини                  | Stazione Termini               | Виторио Де Сика |
| 1953   | Неудобството (Улица Падуа 46) | Lo scocciatore (Via Padova 46) | Джорджо Бианки  |
| 1953   | Провинциалистът               | La provinciale                 | Марио Солдати   |
| 1954   | Чувство                       | Senso                          | Лукино Висконти |